# AS Magenta
El Association Sportive Magenta es un club de fútbol de Numea, Nueva Caledonia, fundado en 1953 y que juega en la Superliga de Nueva Caledonia.
Es club más laureado del fútbol Neocaledonio ganando la Superliga de Nueva Caledonia 11 veces y la Copa de Nueva Caledonia en 11 oportunidades, siendo así el máximo ganador de ambas competiciones. También junto al Hienghène Sport son los únicos dos clubes de Nueva Caledonia que disputaron una final de la Liga de Campeones de la OFC.

## Historia
Fundado como ASLN Nouméa, en varias ocasiones la liga nacional y la Copa de Nueva Caledonia, por lo que ha participado en la Liga de Campeones de la OFC y la Copa de Francia en repetidas ocasiones. Fue subcampeón del Campeonato de Clubes de Oceanía 2005, torneo predecesor del actual campeonato continental oceánico.

## Palmarés
- Superliga (12): 2002-03, 2003-04, 2004-05, 2007-08, 2008-09, 2009, 2012, 2014, 2015, 2016, 2018, 2023.
- Copa de Nueva Caledonia (11): 1996, 2000, 2001, 2002, 2003, 2004, 2005, 2010, 2014, 2016, 2018.
- Copa de Territorios Franceses del Pacífico (2): 2003 y 2005.

## El equipo en la estructura del fútbol francés
- Copa de Francia: 7 apariciones

1994–95, 2000–01, 2001–02, 2002–03, 2003–04, 2004–05, 2005–06, 2010–11, 2013–2014